# Acinos rotundifolius
Acinos rotundifolius es una planta anual, efímera (de vida corta) de la familia de las lamiáceas.

## Descripción
Pequeña hierba anual de poco más de 20 cm y un ciclo de vida muy corto. Tallos con pelos cortos. Hojas con pecíolo, ovadas, con pelos, los nervios en el envés bien marcados, también con pelos un poco más largos. Las hojas inferiores más estrechas y con nervios menos marcados. Las inflorescencias aparecen en vertilastros (conjunto de flores de algunas labiadas que salen de un nudo, muy apretadas y enfrentadas) de entre 2 a 6 flores cada uno. Cáliz tubular, engrosado en la base con nervios bien marcados; la corola es de color rosado.

### Curiosidades
Parecida a Ziziphora hispanica de agradable olor alimonado del que carece Acinos rotundifolius, y eso, a pesar de que sus diferentes nombres vernáculos hacen referencia principalmente al olor

## Hábitat y Distribución
Crece en pastos secos y bordes de sembrados sobre arcillas o sustratos calcáreos, entre 500 y 2400 m. Florece de abril a julio
Corología: Latemediterránea(?). Autóctona en España centro y sur. En el sur y este de Europa, Italia y Sicilia.

## Nombres vernáculos
Albahaca de monte, poleillo, poleo.

## Sinonimia
- Acinos graveolens (M. Bieb.) Link
- Calamintha graveolens (M. Bieb.) Benth.
- Calamintha neorotundifolia Mateo
- Clinopodium graveolens subsp. rotundifolium  Pers. basónimo[6]
- Thymus graveolens M. Bieb.
- Ziziphora alboi Caball.
- Ziziphora rotundifolia (Pers.) Melnikov